# 前1250年代
| 千纪： | 前2千纪 |
| 世纪： | 前14世纪 \| 前13世纪 \| 前12世纪                                                                                     |
| 年代： | 前1280年代 \| 前1270年代 \| 前1260年代 \| 前1250年代 \| 前1240年代 \| 前1230年代 \| 前1220年代                       |
| 年份： | 前1259年 \| 前1258年 \| 前1257年 \| 前1256年 \| 前1255年 \| 前1254年 \| 前1253年 \| 前1252年 \| 前1251年 \| 前1250年 |

## 重要事件及趋势
- 约前1259年，拉美西斯二世与赫梯人达成和平协议（一说公元前1263年）。
- 约前1258年，圣经《出埃及记》描绘的希伯来人离开埃及。
- 前1251年9月7日，日食，赫拉克勒斯在希腊底比斯的诞生。
- 前1250年，特洛伊战争的开始。
- 根据夏商周断代工程，大约小乙、武丁(其妻子 婦好、婦妌)时代

## 重要人物
- 拉美西斯二世，古埃及第十九王朝法老
- 哈图西里三世，赫梯国王
- 萨尔玛那萨尔一世，亚述国王
- 卡达什曼·恩利尔二世、库杜尔·恩利尔，巴比伦第三王朝国王
- 埃勾斯，雅典国王
- 小乙、武丁，商朝国王